# Gare de Guéret
La gare de Guéret est une gare ferroviaire française de la ligne de Montluçon à Saint-Sulpice-Laurière, située sur le territoire de la commune de Guéret, préfecture du département de la Creuse, en région Nouvelle-Aquitaine.
C'est une gare de la Société nationale des chemins de fer français (SNCF), desservie par des trains du réseau TER Nouvelle-Aquitaine.

## Situation ferroviaire
Établie à 436 mètres d'altitude, la gare de Guéret est située au point kilométrique (PK) 404,628 de la ligne de Montluçon à Saint-Sulpice-Laurière, entre les gares ouvertes de Parsac - Gouzon et de Montaigut.
Ancienne gare de bifurcation, elle est également située au PK 374,302 de la ligne de La Châtre à Guéret (déclassée), et au PK 368,311 de la ligne de Saint-Sébastien à Guéret (déclassée).

## Histoire
L'édification de la première ligne ferroviaire en Creuse et l'ouverture de la gare de Guéret remontent à 1864, date à laquelle fut mise en service la première liaison St-Sulpice Laurière - Busseau sur Creuse. Peu à peu, à la fin du XIXe puis au début du XXe siècle, la gare de Guéret se retrouvera au cœur d'un nœud ferroviaire important avec des lignes partant dans les directions de Limoges (avec branche pour Bourganeuf), Saint Sébastien, la Châtre, Busseau sur Creuse (avec deux branches vers Montluçon et Ussel). Au début et au milieu du XXe siècle la gare de Guéret fut notamment desservie par des liaisons directes d'importance tels que Milan-Bordeaux, Vichy-Nantes, La Rochelle-Genève et Bordeaux-Genève.

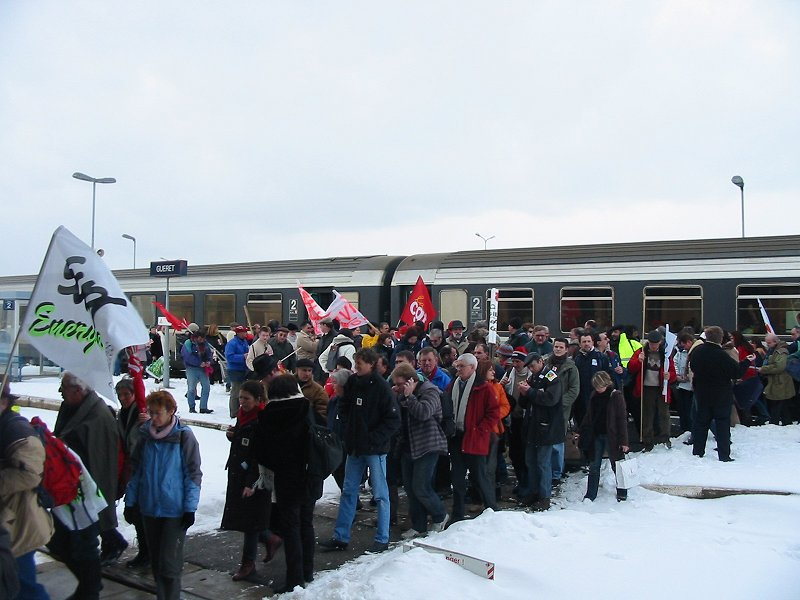
Manifestants en 2005.

Depuis 1938, date de création de la SNCF, les chemins de fer à Guéret et en Creuse vont entrer dans une longue phase de déclin jusqu'à aujourd'hui. Dès la veille de la seconde guerre mondiale, les dessertes en direction de l'Indre seront supprimées. Progressivement sur chacune des lignes de l'étoile ferroviaire de Guéret on assistera à des fermetures de gares, des réductions de dessertes voir des fermetures de sections de lignes comme le tronçon Felletin - Ussel et l'antenne de Bourganeuf qui sera limitée à la circulation de quelques trains de marchandises. Sur le plan des relations grandes lignes, la plupart des trains seront progressivement supprimés. La liaison Bordeaux Lyon comportait encore dans les années 1990 trois relations quotidiennes dans chaque sens assurées dans la journée par des rames Turbotrain et la nuit par une rame tractée comportant des voitures couchettes.
La ville de Guéret a été le théâtre d'importantes mobilisations en 2005 autour de la promotion et la défense des services publics. Plusieurs manifestations se sont déroulées à Guéret dont la plus importante a regroupé plus de 5 000 personnes le 5 mars 2005 défilant dans les rues sous une neige abondante. Cette mobilisation concernait notamment la problématique du transport ferroviaire et le manque d'investissements des pouvoirs publics pour entretenir et développer le réseau des chemins de fer dans ce vaste espace du Massif central.

## Fréquentation
De 2015 à 2023, selon les estimations de la SNCF, la fréquentation annuelle de la gare s'élève aux nombres indiqués dans le tableau ci-dessous.
| Année     | 2015   | 2016   | 2017   | 2018   | 2019   | 2020   | 2021   | 2022   | 2023   |
| --------- | ------ | ------ | ------ | ------ | ------ | ------ | ------ | ------ | ------ |
| Voyageurs | 83 399 | 81 869 | 87 870 | 75 117 | 79 157 | 41 808 | 55 050 | 71 942 | 78 837 |

## Service des voyageurs

### Accueil

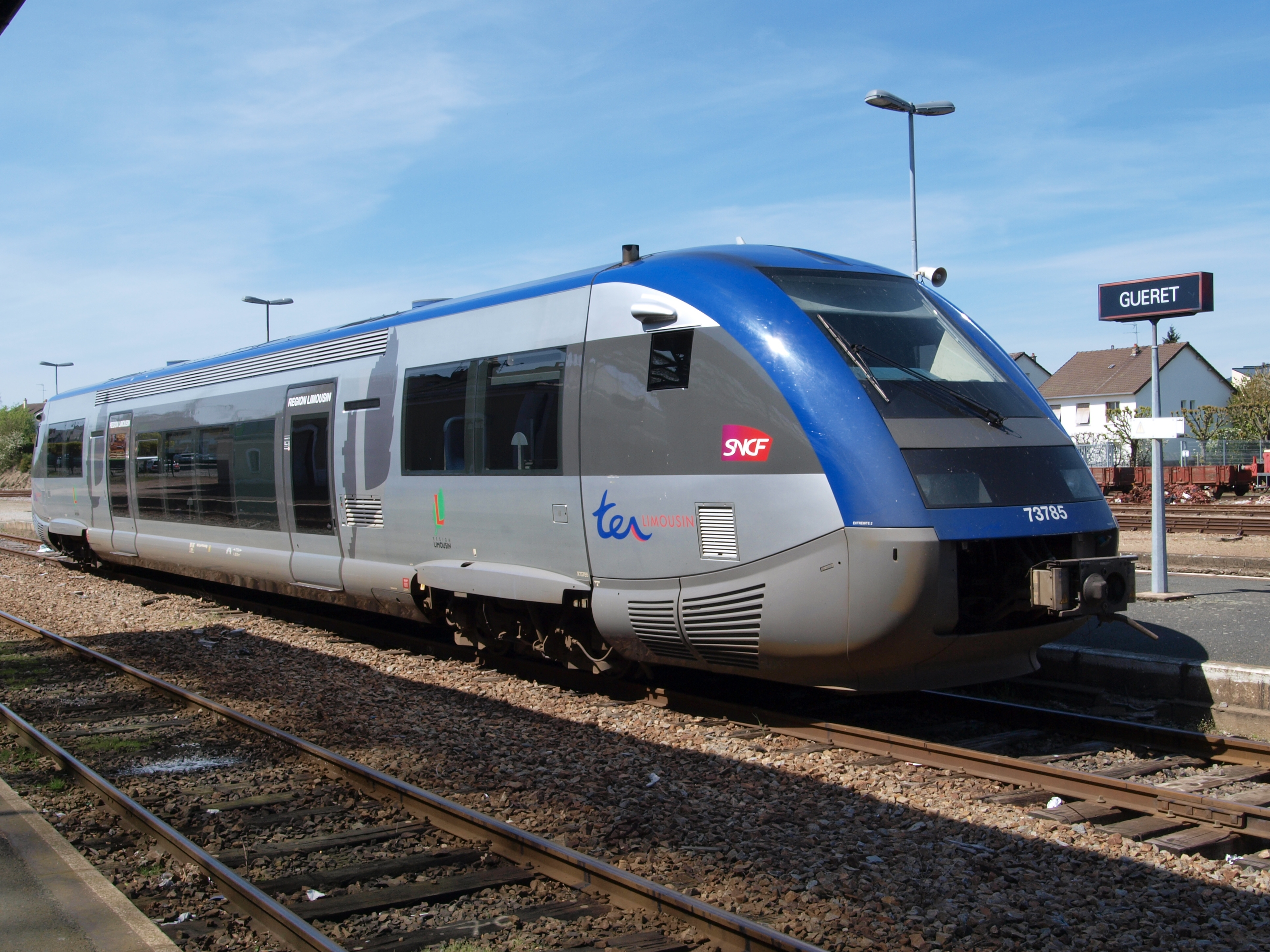
Desserte TER en 2013.

Gare SNCF, elle dispose d'un bâtiment voyageurs, avec guichet et salle d'attente, ouvert tous les jours. C'est une gare « Accès plus » avec des aménagements, équipements et services pour les personnes à mobilité réduite. Un buffet et un tabac-presse sont installés en gare.
En 2022, selon les estimations de la SNCF, la fréquentation annuelle de la gare était de 78 837 voyageurs en 2023 contre 79 157 voyageurs en 2019.

### Desserte
Guéret est une gare voyageurs régionale du réseau TER Nouvelle-Aquitaine, desservie par des trains de la relation Limoges - Guéret - Felletin/Montluçon.

### Intermodalité
Un parking pour les véhicules y est aménagé.
Elle est desservie par le réseau local de bus Agglo’bus grâce aux lignes A1, A2, B, B+, C, D et E.
Elle est desservie par des cars régionaux TransCreuse (Nouvelle Aquitaine) :
- L3 : Saint Sébastien <> Dun le Palestel <> Guéret[9];
- L8 : Royère <> Bourganeuf <> Guéret[10];
- L10 : Aigurande <> Bonnat <> Guéret[11];
- LR15 : La Souterraine <> Guéret <> Felletin[12];
- L19 : Saint Sulpice les Champs <> Guéret[13].

## Service des marchandises
Cette gare est ouverte au service du fret.